# William T. Anderson

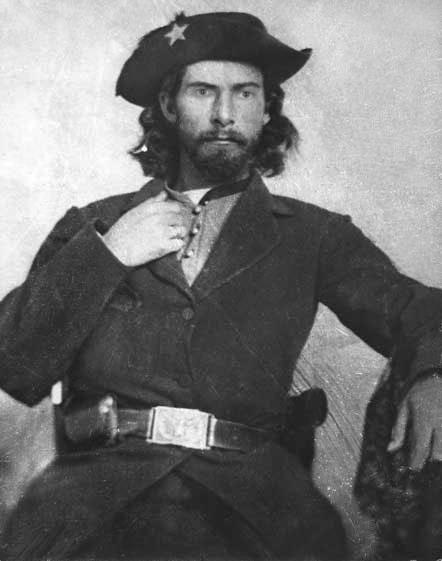
„Bloody Bill“ Anderson

William T. „Bloody Bill“ Anderson (* 1840 im Hopkins County, Kentucky; † 26. Oktober 1864 in der Nähe von Albany, Missouri) war ein aufgrund seiner Brutalität berüchtigter Anführer der Missouri Partisan Rangers (siehe auch Bushwhacker) auf Seiten der Konföderierten während des Sezessionskriegs. Am 27. September 1864 begingen Anderson und seine Bushwhacker ihr wahrscheinlich grausamstes Verbrechen, als sie einen Zug in Centralia, Missouri stoppten, die Passagiere ausraubten und 22 unbewaffnete Unionssoldaten ermordeten.

## Frühe Jahre
Anderson wurde in Kentucky geboren, wuchs aber in der Nähe von Huntsville im Randolph County in Missouri auf. Sein Vater William C. Anderson war ein Hutmacher. Er verließ seine Familie 1850, um nach Kalifornien zu reisen, und ließ neben William dessen ältere Brüder Ellis und James zurück, die sich während dieser Zeit um die Familie kümmerten. Nach der Rückkehr des Vaters zog die Familie 1857 nach Agnes City in Kansas. 
William T. Anderson war kurzzeitig für ein Fuhrwerksunternehmen tätig, verlor diese Arbeit jedoch, als er des Pferdediebstahls verdächtigt wurde. Tatsächlich hatte er bereits in Missouri verschiedene Delikte, darunter Pferdediebstähle, begangen. 
Als im März 1862 der Vater der Andersons erschossen wurde, verdächtigten William T. und Jim Anderson einen Nachbarn und beschuldigten ihn des Mordes. Im Verlauf des Streits wurden der des Mordes verdächtigte Nachbar sowie ein Unbeteiligter von den Andersons getötet, weshalb Anderson aus Kansas fliehen musste.

## Anderson als Partisan Ranger
Im Frühling 1863 traten William und Jim Anderson den Bushwhackern von William Clark Quantrill bei. William Anderson erhielt zügig den (inoffiziellen) Rang eines Oberleutnants. 
Da es den Unionstruppen nicht gelang, der Anführer der Freischärler habhaft zu werden, wurden Familienmitglieder der Bushwhackers in Kansas City, Missouri inhaftiert, um auf diese Weise Druck auszuüben. Unter den Gefangenen waren auch Andersons Schwestern Mary, Josephine und Martha. Einige Stützbalken des als Gefängnis dienenden Hauses wurden – angeblich um Platz zu schaffen – entfernt, woraufhin das Gebäude am 14. August 1863 einstürzte und die inhaftierten Frauen unter sich begrub. Vier von ihnen starben, darunter auch Andersons Schwester Josephine. Mary Anderson überlebte, erlitt jedoch schwere Verletzungen und blieb körperlich behindert. 
Es wird angenommen, dass dieser Vorfall Anderson maßgeblich und nachhaltig negativ beeinflusste. Er wurde für seine ausgeprägte Brutalität gegenüber Unionssoldaten und mit der Union sympathisierenden Zivilisten bekannt, die ihm den Namen „Bloody Bill“ einbrachte. Oft genügte es ihm nicht, seine Opfer zu ermorden; er verstümmelte oder skalpierte sie. 
In Briefen an eine Zeitung kündigte Anderson Gräueltaten gegen Unionssympathisanten an und drohte damit, Ehefrauen von Unionsoffizieren als Geiseln zu nehmen.
Im Winter 1863/1864 heiratete William Anderson Bush Smith aus Sherman, Texas.

## Vom Überfall auf Lawrence zur Rückkehr nach Missouri
Am 21. August 1863 beteiligte sich Anderson an dem Überfall auf Lawrence, Kansas, der als Racheakt wegen der im Gefängnis ums Leben gekommenen Frauen gerechtfertigt wurde. Wenig später flohen die Bushwhacker nach Texas, um dort den Winter zu verbringen. In dieser Zeit nahmen die Auseinandersetzungen zwischen Quantrill und Anderson zu, weshalb Anderson Quantrills Truppe den Rücken kehrte, um im März 1864 nach Missouri zurückzukehren, wo er eine eigenständige Freischärlereinheit aufstellte. 
1864 rekrutierte Anderson einige Freischärler, die unter dem Kommando von Archie Clement gekämpft hatten. Zu ihnen zählten Frank James und sein sechzehn Jahre alter Bruder Jesse James, die sich nach dem Krieg mit anderen Banditen zur James-Younger-Bande zusammenschlossen. Andersons Gruppe brachte nunmehr die Skalps ihrer Opfer gut sichtbar an ihren Sätteln an. 
Am 27. September 1864 kam es zum Massaker von Centralia: Die Bushwhacker hielten einen Zug der Northern Missouri Railroad an. Sie beraubten alle Zivilisten und ermordeten 22 Unionssoldaten, die sich auf dem Heimweg befanden. Anderson ließ nur einen Sergeanten für einen möglichen Gefangenenaustausch am Leben. Der Rest der Soldaten wurde gehängt oder erschossen. Ihre Leichen wurden skalpiert oder auf andere Weise verstümmelt. 
Noch am selben Tag begann das neu aufgestellte berittene 39. Missouri-Infanterie-Regiment unter dem Kommando von Major A. V. E. Johnston, Anderson zu verfolgen. Inzwischen hatte sich dieser mit anderen Führern der Freischärler, wie z. B. George Todd, vereint. Sie beschlossen, einige Männer auszusenden, um Johnston in eine Falle zu locken. Die mit nur einschüssigen Vorderladermusketen bewaffneten Infanteristen konnten anfangs einige Partisanen töten, jedoch wurde das Regiment von den hauptsächlich mit Perkussionsrevolvern bewaffneten Freischärlern überrannt. Viele der Unionssoldaten flohen in Panik, wurden jedoch gefangen genommen. Etwa 120 Unionssoldaten wurden ermordet. Die Leichen wurden von den Freischärlern teilweise enthauptet oder anderweitig verstümmelt.
Während des Massakers von Centralia sahen sich die Unionstruppen mit einer massiven Attacke durch die konföderierte Kavallerie unter dem Kommando von General Sterling Price konfrontiert. Price führte eine Division von rund 12.000 Reitern an. Sie bewegten sich geradewegs auf St. Louis zu, attackierten die Unionsgarnison bei Pilot Knob, drehten dann aber in Richtung Westen ab und zwangen die Unionstruppen, nach Süden über den Missouri auszuweichen. Anderson traf sich kurz mit Price, beschloss jedoch, sich wieder in den Norden Missouris zu begeben, da er dort nur auf die lokalen Milizen stoßen würde, die mit der Union sympathisierten.

## Andersons Tod

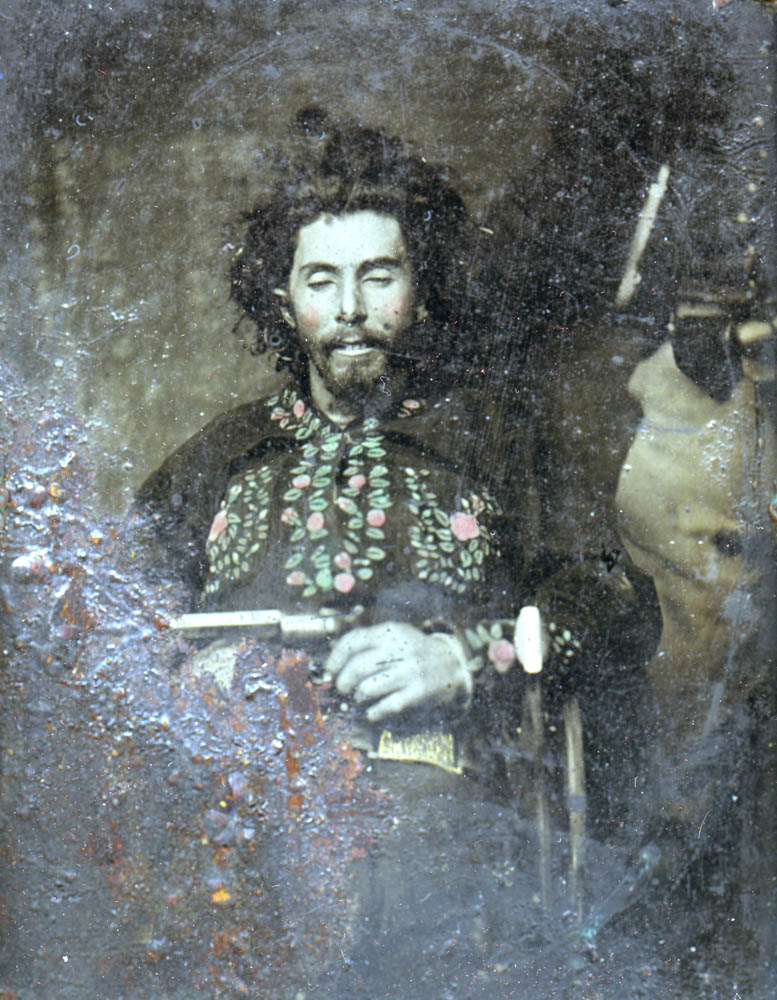
Drapierte Leiche von „Bloody Bill“ Anderson

In der Zwischenzeit wurde Oberst Samuel P. Cox damit beauftragt, den Anführer der Freischärler zu eliminieren. Er konnte Anderson am 26. Oktober 1864 im Ray County in der Nähe von Albany, Missouri aufspüren. Ironischerweise wandte Cox eine von Andersons Taktiken an, um ihn zu stellen: Er sandte eine kleine Abordnung Soldaten zu Pferde als Köder aus, um die Freischärler in einen Hinterhalt zu locken. Anderson und seine Männer ritten geradewegs in die Arme der wartenden Milizionäre. Diese schossen Salve um Salve in die Reihen der Freischärler und töteten eine große Anzahl der Reiter. „Bloody Bill“ stürzte, durch einen Kopfschuss tödlich getroffen, vom Pferd. Die Überlebenden flohen. Bei Andersons Leichnam fand man eine Seidenschnur mit 53 Knoten. Es wurde behauptet, dass dies die Anzahl der von ihm getöteten Personen sei. Ebenfalls fand man menschliche Skalps am Zaumzeug seines Pferdes, eine Fotografie, die ihn mit seiner Ehefrau zeigte, sowie eine Locke seines Kindes. All dies konnte als Identitätsnachweis benutzt werden. 
Cox äußerte sich wie folgt zur Schlacht: 

„Ich hatte nur rund 300 Mann unter meinem Kommando, und ich gab ihnen mein Wort, nicht zurückzuweichen; dieser Kampf muss ein Sieg werden oder wir sind alle dem Tode geweiht, und kein Mann zögerte.
Wir saßen bei der hölzernen Brücke von unseren Pferden ab und ließen diese vom Tross bewachen. Nachdem wir die Brücke überquert hatten, platzierte ich meine Männer im Gehölz und schärfte ihnen ein, keinen Schuss abzufeuern, bevor ich nicht den Befehl dazu gegeben hätte. Leutnant Baker wurde vorausgesandt, um ein Scharmützel zu provozieren und sich dann sofort in Richtung unserer Linien zurückzuziehen. Morton, ein General a. D. aus Washington D. C., wurde zu Baker geschickt, mit dem Befehl, den Kampf zu beginnen. Anderson und seine Männer waren gerade bei der Rast und aßen ihre Mahlzeiten. Sie eröffneten das Feuer und schmissen sich sofort in die Sättel ihrer Pferde, um Baker zu verfolgen, der sich genau nach Anweisung sofort hinter unsere Line zurückzog. Anderson und ca. 20 Männer kamen nach alter Freischärlermanier herangeprescht, sie hatten die Zügel zwischen ihren Zähnen und in jeder Hand einen Revolver. Als meine Männer das Feuer eröffneten, fielen einige von Anderson Männern, die anderen schlugen wir in die Flucht. Jedoch Anderson und zwei weitere Reiter ritten weiter geradeaus durch unsere Linie hindurch, Anderson und ein Reiter machten kehrt und wurden von meinen Männern getötet. Der letzte der drei, der berühmte Captain Archie Clement, ritt jedoch unbeirrt weiter über die hölzerne Brücke rüber zu unserem Tross. Dort ritt er schreiend auf die Männer zu, die sofort flohen, jedoch erwischte er noch den Kommandanten und tötete ihn mit seinem Säbel. Wir benötigten zwei Tage, um die geflohenen Soldaten wieder zu finden. Clement entkam. 
Unter den gefangenen und teilweise verwundeten Partisanen war auch Clell Miller, der später ein berüchtigter Banken- und Zugräuber werden sollte. Es war sehr schwer, meine Männer und die Bewohner der Gegend davon abzuhalten, die Überlebenden zu lynchen.“

Die sterblichen Überreste Andersons wurden nach Richmond, Missouri gebracht, fotografiert und öffentlich ausgestellt. Dann wurde der Leichnam durch die Straßen geschleift, um schließlich in einem namenlosen Grab auf dem Friedhof von Richmond beerdigt zu werden. Erst im Jahr 1908 veranlasste der ehemalige Angehörige der Partisan Ranger und Ex-Gesetzlose Frank James, dass Anderson eine adäquate Grabstätte bekam. Das Grab erhielt 1967 einen Veteranengrabstein.

## Kontroversen um Andersons Tod
Jesse James behauptete, Samuel P. Cox habe Anderson getötet. Bei einem Bankraub in Gallatin, Missouri erschoss er im Dezember 1869 den Kassierer, da er ihn mit Cox verwechselte. Dennoch glaubten viele, Anderson habe überlebt. Wie bei anderen berühmt-berüchtigten Charakteren in der amerikanischen Geschichte tauchten nach seinem Tod Personen auf, die behaupteten, „Bloody Bill“ zu sein. 1924 befragte Henry C. Fuller, ein Mitarbeiter der Zeitung „Brownwood Banner-Bulletin“, einen Mann namens William Columbus Anderson aus Brownwood in Brown County, Texas. Dieser gab an, William T. Anderson zu sein. Er verwies auf seinen Nachnamen, den zweiten Vornamen habe er von seinem Vater übernommen. Die Leiche eines anderen Freischärlers sei fälschlich für Anderson gehalten worden. William C. Anderson lebte in einem Farmhaus beim Salt Creek in der Nähe von Brownwood. Er starb 1927 im Alter von 87 Jahren. Wissenschaftlichen Untersuchungen hielt keine der Schilderungen stand.